# Dê Siroshi
Dê Sirohi là một giống dê có kích cỡ nhỏ đến trung bình, có nguồn gốc từ huyện Sirohi của Rajasthan, một địa danh nằm ở miền tây Ấn Độ.

## Ngoại hình
Dê Sirohi có một bộ lông chủ yếu có màu nâu, với các mảng lông màu nâu nhạt hoặc màu nâu sậm. Thỉnh thoảng, dê giống này có bộ lông hoàn toàn trắng. Hầu hết dê Sirohi đều có yếm thịt lớn và có đôi tai buông thỏng xuống, hình dáng như lá cây và có kích thước trung bình.

## Tên khác
Loài dê này cũng được biết đến với các cái tên khác như Devgarhi, Parbatsari và Ajmeri.

## Vật nuôi
Dê Sirohi là một giống động vật được nuôi với hai mục đích chính là để cho cả sữa và thịt. Các con dê giống này dễ tăng trọng lượng và sản sinh sữa cho con non bú, ngay cả trong điều kiện chăn nuôi tệ. Các con dê giống này cũng có có khả năng kháng bệnh cao và dễ dàng thích nghi với các điều kiện khí hậu khác nhau. Mặc dù các vùng chăn nuôi chính của dê Sirohi nằm ở vùng đồi Aravalli của Rajasthan, giống dê này cũng phân bố rộng rãi ở một số bang khác của Ấn Độ. Trung bình, 90% tất cả các ca sinh của dê Sirohi sẽ cho một con non và khoảng 10% còn lại dê mẹ sẽ sinh hạ hai con non. Thời gian cho con non bú sữa mẹ có thể kéo dài đến 90 ngày và trung bình khoảng 0,75–1 kg / ngày.